# Vanylven
Gmina Vanylven (norw. Vanylven kommune) – norweska gmina leżąca w regionie Møre og Romsdal. Jej siedzibą jest miasto Fiskåbygd.
Vanylven jest 243. norweską gminą pod względem powierzchni.

## Demografia
Według danych z roku 2005 gminę zamieszkuje 3693 osób. Gęstość zaludnienia wynosi 9,59 os./km². Pod względem zaludnienia Vanylven zajmuje 242. miejsce wśród norweskich gmin.
| ludność stan na 1 stycznia 2005 |         |           |       |
|                                 | kobiety | mężczyźni | razem |
| osób                            | 1888    | 1805      | 3693  |
| %                               | 51,12%  | 48,88%    | 100%  |

| wykształcenie stan na 1 października 2004 |        |         |        |        |
|                                           | podst. | średnie | wyższe | niezn. |
| osób                                      | 694    | 1840    | 395    | 31     |
| %                                         | 23,45% | 62,16%  | 13,34% | 1,05%  |

## Edukacja
Według danych z 1 października 2004:
- liczba szkół podstawowych (norw. grunnskolar): 6
- liczba uczniów szkół podst.: 502

## Władze gminy
Według danych na rok 2011 administratorem gminy (norw. rådmann) jest Gudmund Sandnes, natomiast burmistrzem (norw. ordfører, d. borgermester) jest Jan Helgøy.